# Rey Colaço-Robles Monteiro
Rey Colaço - Robles Monteiro foi uma companhia portuguesa de teatro dirigida por Amélia Rey Colaço e o seu marido, o actor Robles Monteiro. A Companhia foi a mais duradoura da Europa, tendo somado 53 anos de existência (1921-1974). Esteve sediada no Teatro Nacional D. Maria II durante a maior parte da sua existência.
A companhia estreou-se primeiro no Teatro Nacional de S. Carlos em 18 de Junho de 1921 .
Em 30 de Dezembro de 1929 apresentou-se pela primeira vez no Teatro Nacional Almeida Garrett depois de ter ganho o concurso para exploração desse espaço. Em 1939 regressa ao nome original Teatro Nacional D. Maria II.
Foi a companhia residente do Teatro Nacional entre 1929 e 2 de Dezembro de 1964  quando ocorreu um trágico incêndio.
Numa primeira fase, até meados dos anos 40, a Companhia deu destaque a autores portugueses. Mais tarde serão levados a cena peças de autores como Lorca, Valle Inclán, Tennessee Williams e Arthur Miller .
Depois do incêndio ocuparam o Teatro Avenida (até 1967), Teatro Capitólio e o Teatro da Trindade que foi o último espaço ocupado pela companhia que terminou em maio de 1974.
"O Robles Monteiro, a Amélia, o Pedro Lemos, todos dirigiam. Essa direção pode ser tida hoje como superficial, porque o essencial era não deixar cair os finais" (João Perry, 2015}